# Parc Blondlot
Le parc Blondlot est un jardin public du centre-ville de Nancy, d'une superficie de 5 800 m2. Initialement propriété privée, le site appartient à la ville de Nancy depuis 1932.

## Situation et accès
L'entrée du parc est située quai Claude-le-Lorrain. Le site se place à proximité de la tour Thiers et de la gare de Nancy, le long de la voie ferrée au nord de celle-ci.
D'une superficie de 5 800 m2, le parc contient d'une part un parterre à la française, aux allées géométriques, situé à l'emplacement de l'ancienne maison, et d'autre part un grand espace paysager garni d'arbres remarquables et comprenant un kiosque et un bassin.
Parmi les espèces présentes dans le parc on trouve : ginkgo biloba, figuier commun, châtaignier commun, micocoulier de Provence, sophora du Japon, rhododendron, azalée, céanothe, érable, magnolia.
Le parc offre une aire de jeux pour les enfants de 3 à 7 ans.

## Origine du nom
Le parc Blondlot tient son nom de René Blondlot, physicien connu pour être l'instigateur d'une des plus grandes erreurs du XXe siècle avec l'annonce des rayons N, qui a vécu dans cette propriété jusqu'à sa mort en 1930. Il l'a léguée par testament à la ville de Nancy, à la condition qu'elle la transforme en jardin public.

## Historique
La ville est devenue propriétaire en 1932, et le parc a été ouvert au public en 1933, après la destruction de la maison et l'aménagement des jardins.